# Callisphyris rufiventer
Callisphyris rufiventer là một loài bọ cánh cứng trong họ Cerambycidae.